# Sarah Hagan
Sarah Hagan (Austin, Texas, EE. UU., 24 de mayo de 1984) es una actriz estadounidense, conocida sobre todo por su papel como Amanda en la séptima temporada de la serie de televisión Buffy la cazavampiros.

## Obra

### Cinematografía
| Año  | Título                                      | Rol              | Notas       |
| ---- | ------------------------------------------- | ---------------- | ----------- |
| 1997 | Faith                                       | Faith at 13      |             |
| 2000 | Architecture of Reassurance                 | Susan            | Filme corto |
| 2002 | Orange County                               | Sarah            |             |
| 2009 | Someday We Will Get Married                 | Jenny            | Filme corto |
| 2009 | Spring Breakdown                            | Truvy            |             |
| 2010 | Starter Home                                | Claire           | Filme corto |
| 2011 | The Bride of Frank                          | The Bride / Emma | Filme corto |
| 2011 | Jess + Moss                                 | Jess             |             |
| 2012 | The Most Fun I've Ever Had with My Pants On | Liv              |             |
| 2013 | Orenthal: The Musical                       | Dietrich         | Completada  |
| 2015 | Sun Choke                                   | Janie            |             |

### Televisión
| Año       | Título                    | Rol               | Notas                                                                                   |
| --------- | ------------------------- | ----------------- | --------------------------------------------------------------------------------------- |
| 1999      | Ally McBeal               | Girlfriend #3     | Episodio: "Love's Illusions"                                                            |
| 1999-2000 | Freaks and Geeks          | Millie Kentner    | Recurring role (12 episodios)                                                           |
| 2000      | DAG                       | Camilla Whitman   | Episodio: "Pilot"                                                                       |
| 2001      | Undeclared                | Jordanna          | Episodio: "Eric Visits Again"                                                           |
| 2002      | Boston Public             | Melissa           | Episodio: "Chapter 35"                                                                  |
| 2002-2003 | Buffy the Vampire Slayer  | Amanda            | Recurring role (10 episodios)                                                           |
| 2004      | Judging Amy               | Maggie Parsons    | Episodio: "Christenings"                                                                |
| 2005      | Grey's Anatomy            | Devo Friedman     | Episodio: "Save Me"                                                                     |
| 2005      | Medium                    | Young Suzannah    | Episodio: "Sweet Dreams"                                                                |
| 2007      | Close to Home             | Patricia          | Episodio: "Drink the Cup"                                                               |
| 2007      | My Gym Partner's a Monkey | Lola Llama (voz)  | 1 episodio                                                                              |
| 2008      | My Gym Partner's a Monkey | Jungle Girl (voz) | 1 episodio                                                                              |
| 2010      | Private Practice          | Kim               | Episodio: "In the Name of Love"                                                         |
| 2011      | 90210                     | Alana             | Episodios: "Greek Tragedy", "Let the Games Begin", "Party Politics", "A Thousand Words" |
| 2012      | Friend Me                 | Lucy              | Episodio: "Evan Is Now Friends with Lucy"                                               |
| 2013      | NCIS                      | Sandy             | Episodio: "Seek"                                                                        |
| 2013      | Breaking Fat              | Barbie            | Recurring role (8 episodios)                                                            |